# (36859) 2000 SC136
2000 SC136 (asteroide 36859) é um asteroide da cintura principal. Possui uma excentricidade de 0.20178750 e uma inclinação de 12.21247º.
Este asteroide foi descoberto no dia 23 de setembro de 2000 por LINEAR em Socorro.